# Могилёв I
Могилев I (бел. Магілёў I) — железнодорожная станция Белорусской железной дороги, расположенная в Могилёве.
Через станцию осуществляются пассажирские перевозки на Брест, Витебск, Гомель, Гродно, Минск, Москва, Орша, Полоцк, Санкт-Петербург, Солигорск, Вязьма, Смоленск,
Вокзал является конечной остановкой для троллейбусного маршрута № 5, городских автобусных маршрутов № 6, 8, 14, 25, 26 и промежуточной для №17

## История
В 1900 году император Николай II утвердил Положение, которое предусматривало строительство железнодорожной линии от Витебска до станции Жлобин. Станция Могилёв задумывалась как пассажирская — был спроектирован большой вокзал. Его проект предусматривал модную в то время коридорную систему планирования. Просторная структура здания имела строгое симметричное решение с двумя небольшими пристройками в торцах.
С 19 по 21 декабря 1902 года комиссия под председательством старшего инспектора-инженера В. М. Панова осмотрела и приняла в эксплуатацию станцию Могилев I. В акте осмотра под пунктом 27 сообщалось: 

«Вокзал станции Могилёв облицован киевским кирпичом, крыша покрыта 12-фунтовым листовым железом. Имеется центральное отопление по системе Кайфера. В здании имеется помещение на вокзале для временного пребывания членов правительства»— 
Торжественное открытие вокзала станции Могилев I состоялось в этом же году. На вокзал пассажиров доставляли извозчики.
В 1911 году появились два таксомотора, владельцем которых был Самуил Сагал – дед художника Марка Шагала.
В период с 1914 по 1915 годы на станции Могилёв I проходил воинскую службу в качестве санитара Сергей Есенин.
В августе 1915 года в связи с вторжением немецких войск на территорию Российской империи, Ставка Верховного главнокомандующего российской армии была перемещена в Могилёв. На станции Могилев I был сооружён специальный тупик для царского поезда.
Во время Великой Отечественной войны станция усиленно использовалась для эвакуации людей и оборудования, здание вокзала было серьёзно повреждено, но уже  в 1945 году его капитально отремонтировали.
В период с 1956 по 2004 годы был выполнен ряд реконструкций вокзального комплекса. Современный вид пассажирский комплекс вокзала станции Могилёв I приобрёл после  реконструкции 2000—2004 годов.

Исторические фото
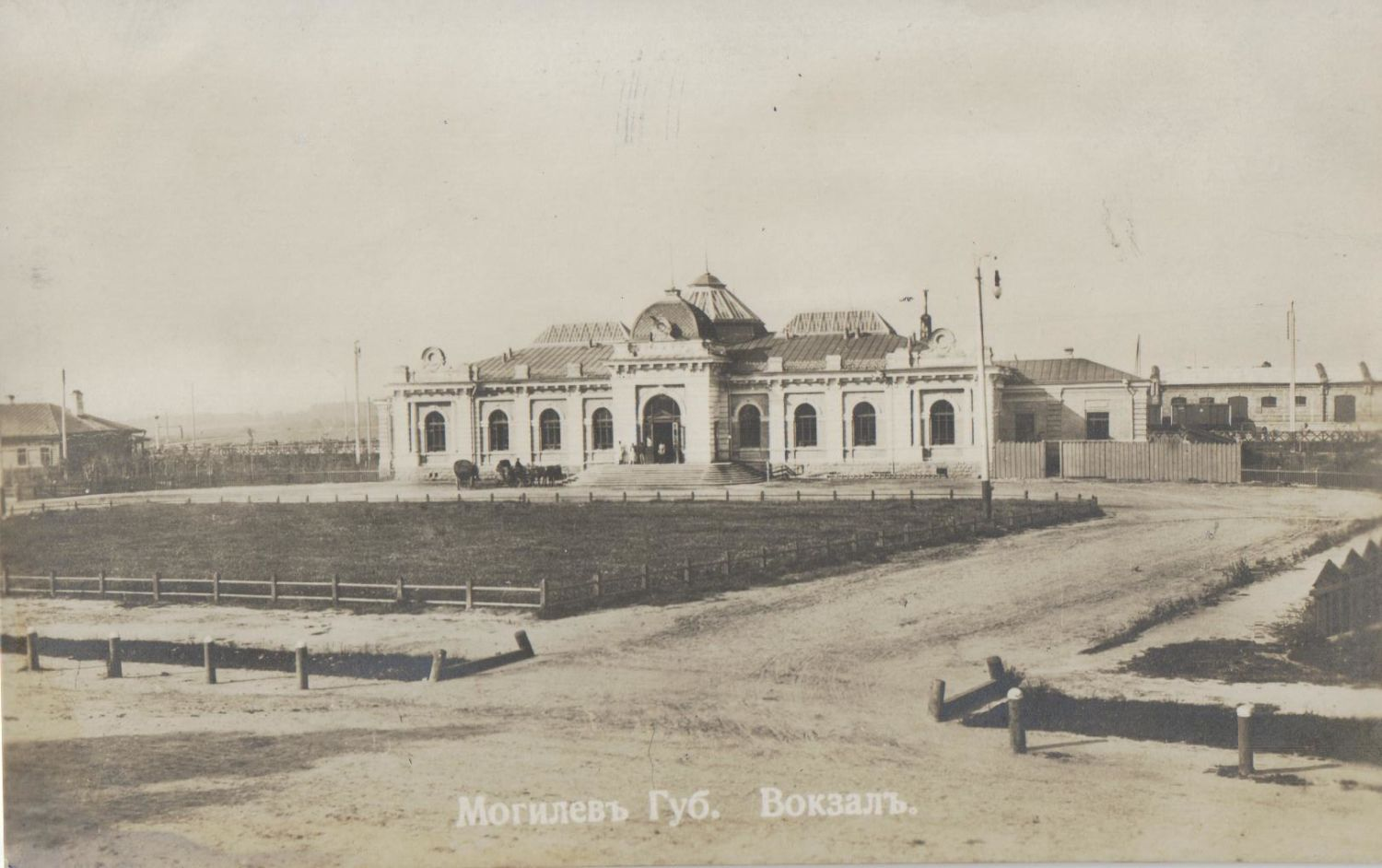
1901
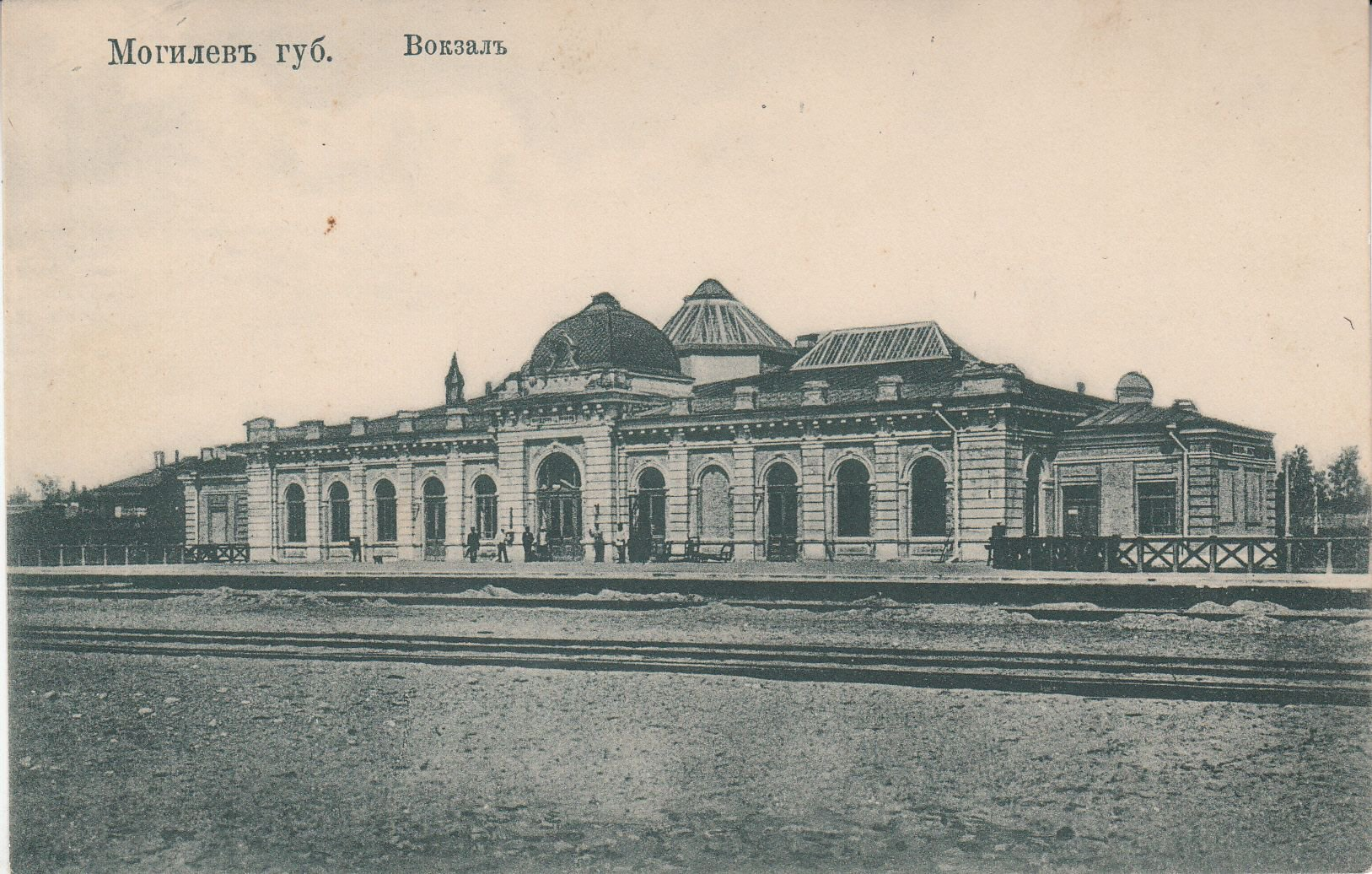
1910
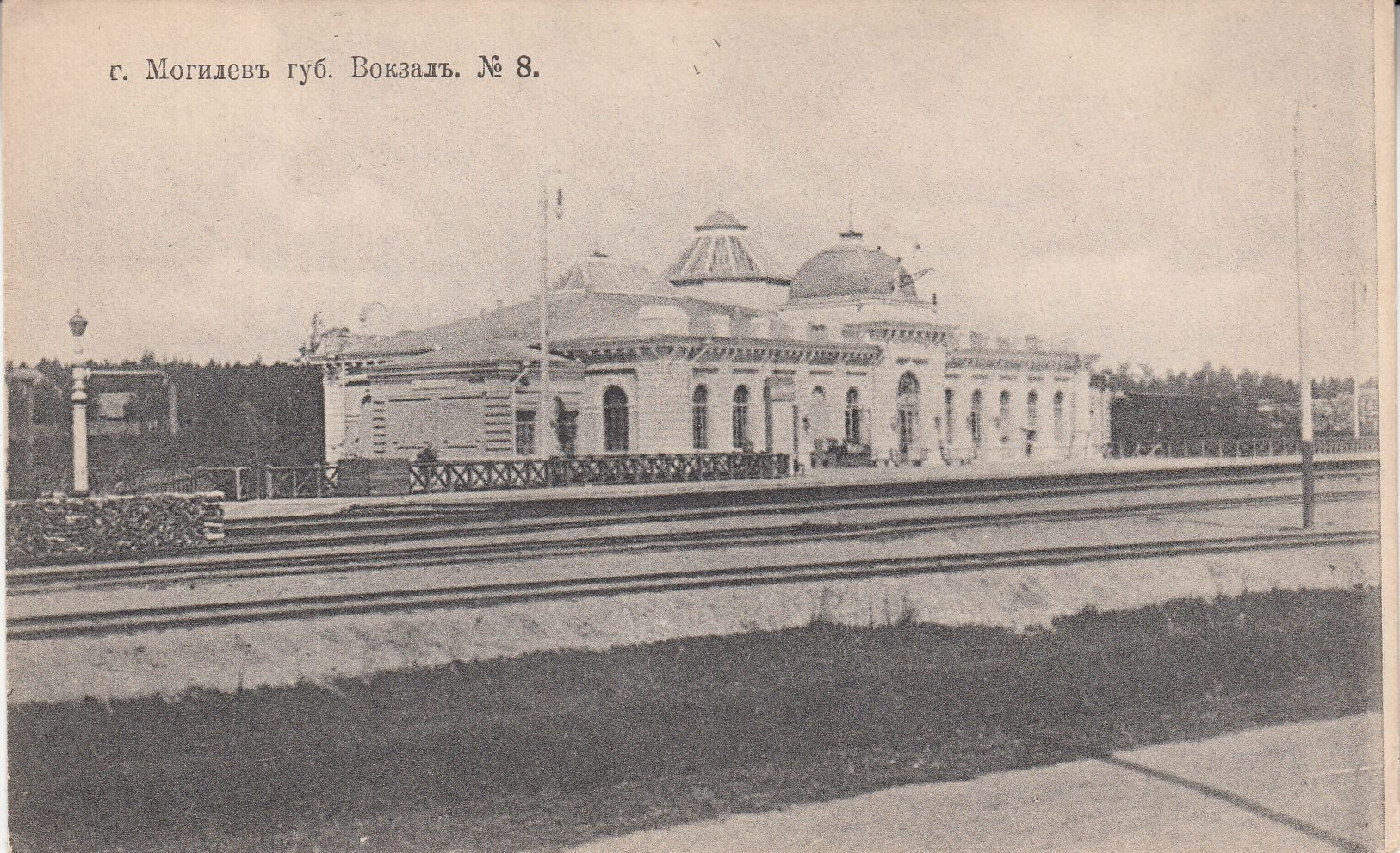
1915
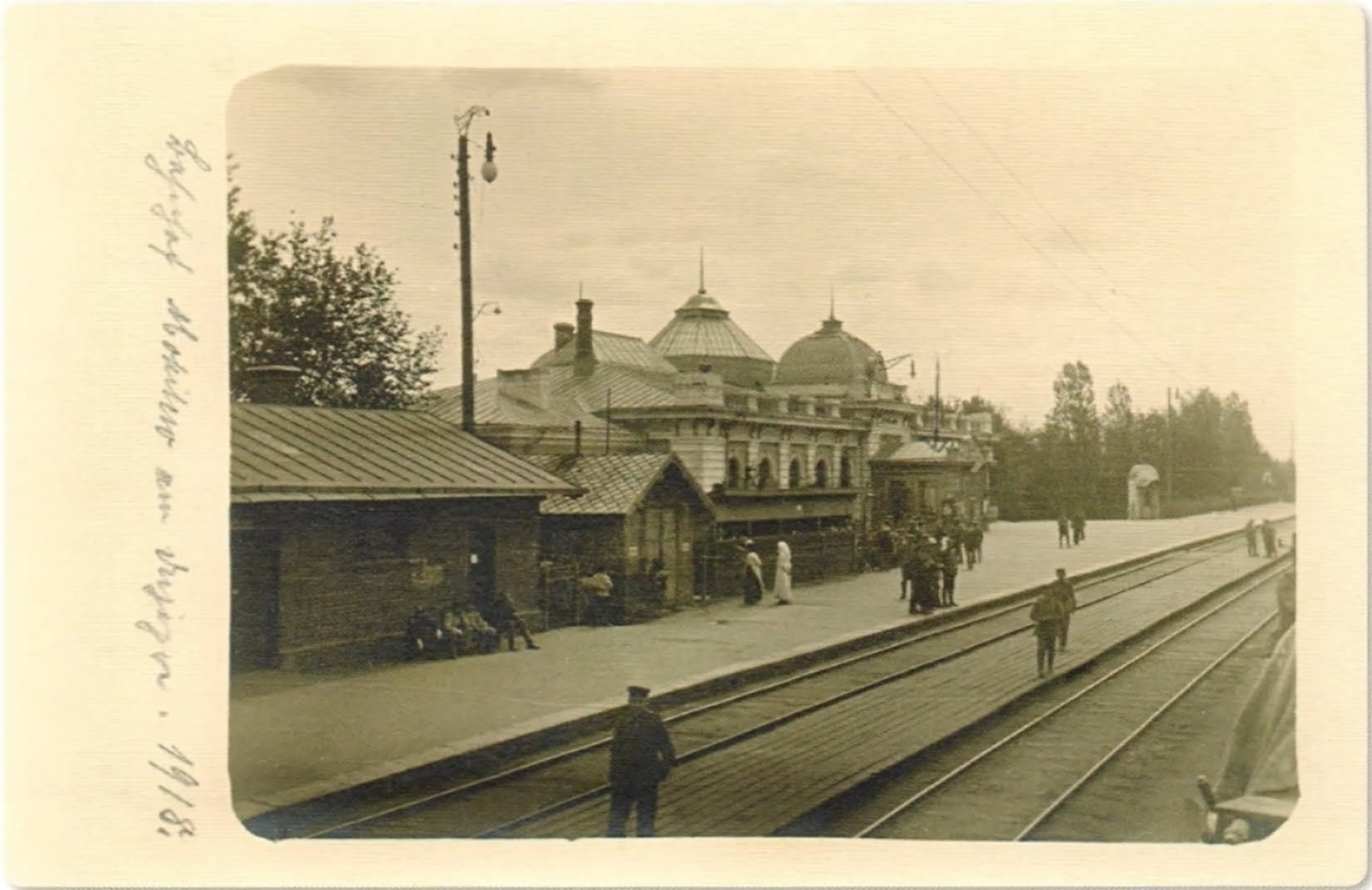
1918
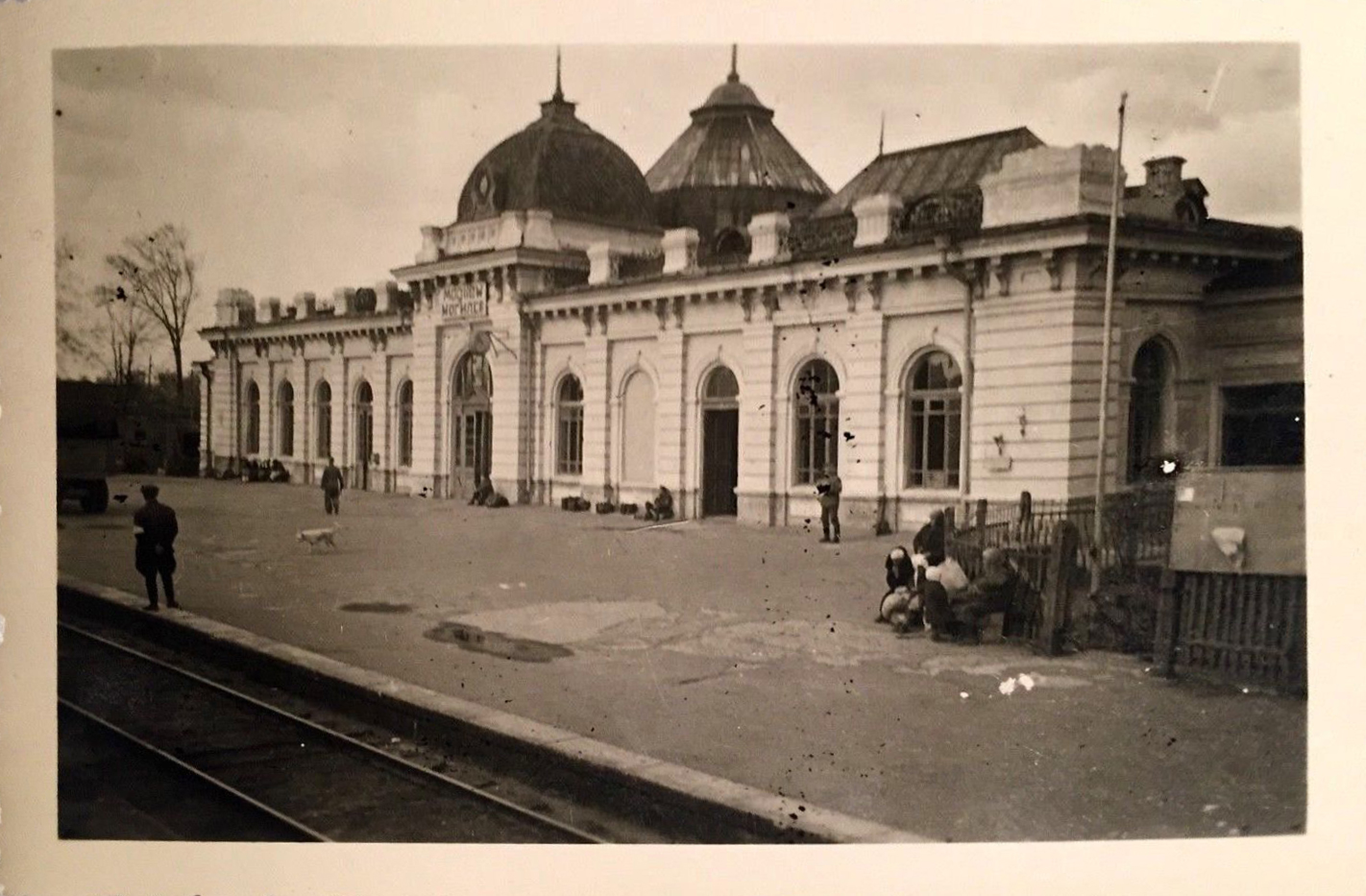
Май 1942

## Деятельность
- продажа пассажирских билетов;
- прием и выдача багажа;
- приём и выдача повагонных отправок грузов (открытые площадки);
- приём и выдача повагонных и мелких отправок (подъездные пути)[5]

## Пассажирское движение

### Поезда дальнего следования
По состоянию на 2024 год вокзал отправляет и принимает поезда следующих направлений:
| № поезда                      | Маршрут следования       | Тип поезда                          |
| ----------------------------- | ------------------------ | ----------------------------------- |
| 055Б/055Ь                     | Москва — Гомель          | Международные линии                 |
| 083А/083Б                     | Санкт-Петербург — Гомель | Международные линии                 |
| 605Б/606Б                     | Полоцк — Брест           | Межрегиональные линии экономкласса  |
| 613Б/613Ф 615Б/615Ф           | Могилёв — Гомель         | Межрегиональные линии экономкласса  |
| 613Щ/613Ь                     | Витебск — Гомель         | Межрегиональные линии экономкласса  |
| 634Б/634Ь                     | Гродно — Коммунары       | Межрегиональные линии экономкласса  |
| 741Б/742Б 743Б/744Б 745Б/746Б | Могилёв — Минск          | Межрегиональные линии бизнес-класса |
| 705Б/706Б                     | Могилёв — Полоцк         | Межрегиональные линии бизнес-класса |
| 879Б/880Б                     | Могилёв — Солигорск      | Региональные линии бизнес-класса    |

## Галерея

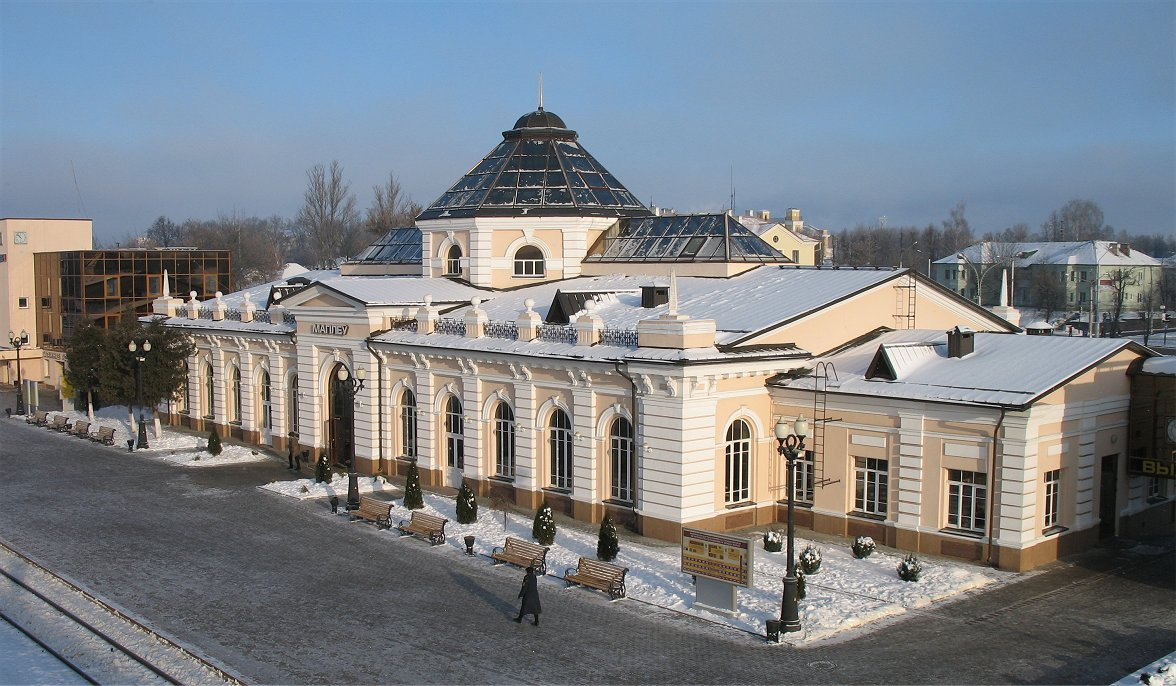
Железнодорожный вокзал
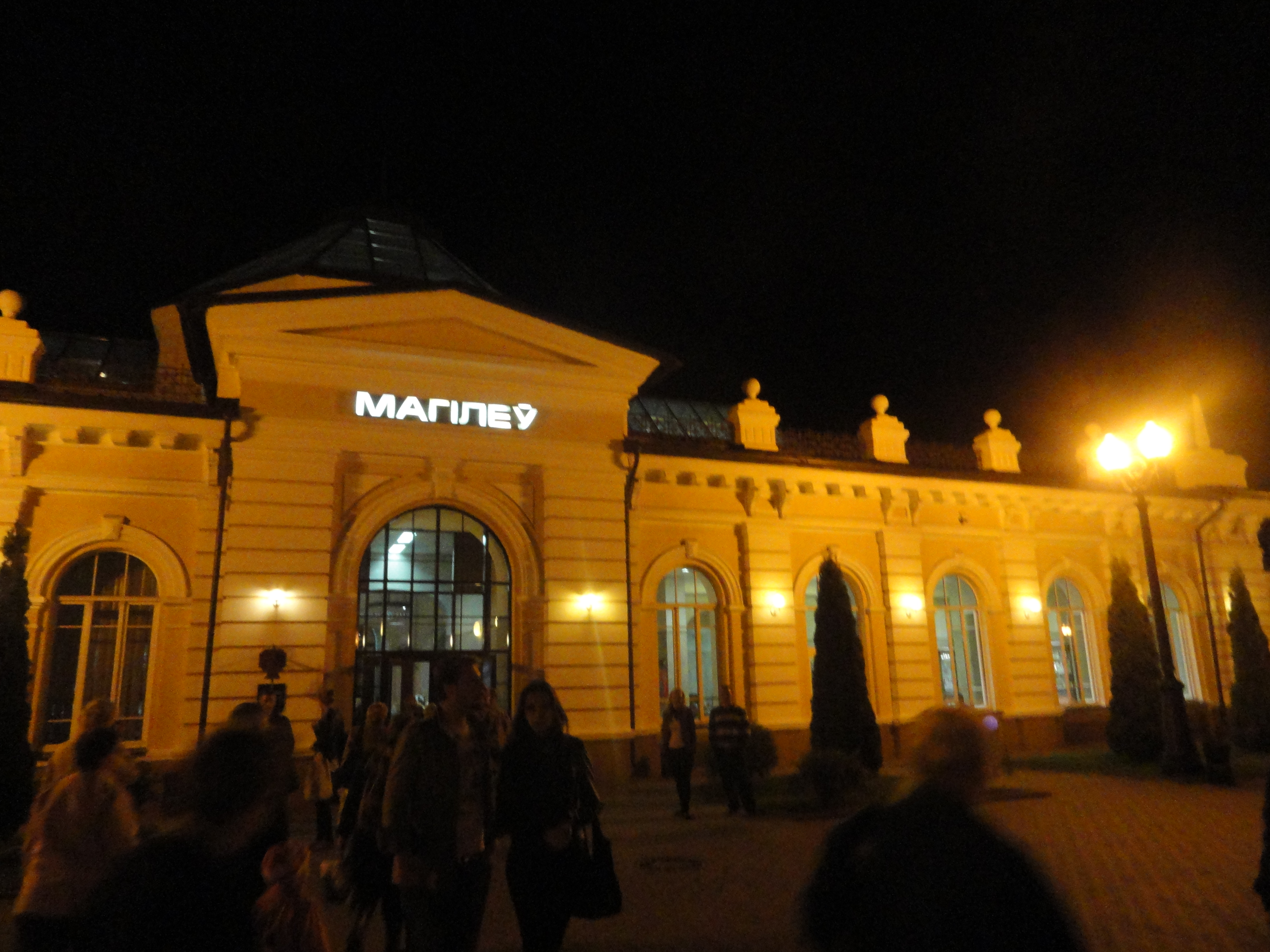
Железнодорожный вокзал Могилёва в вечерних огнях
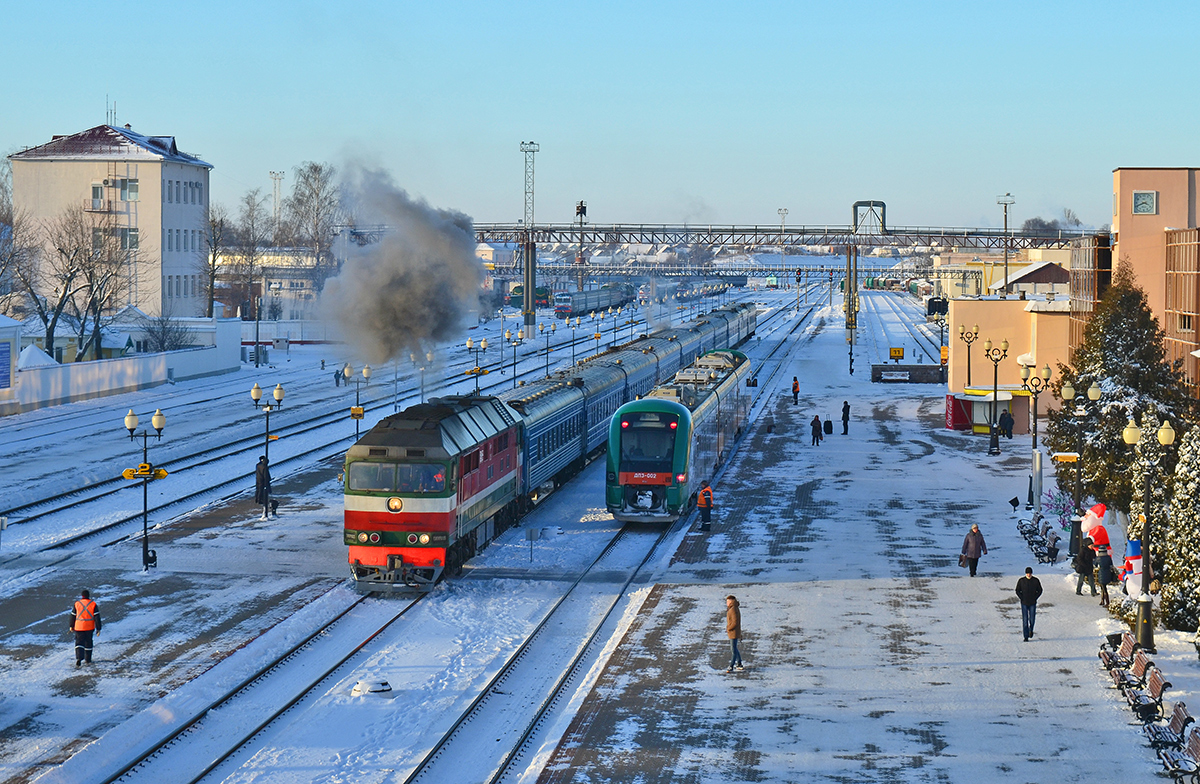
Тепловоз ТЭП70 с пассажирским поездом и дизель-поезд ДП3 на станции